# Pam Ferris
Pamela E. "Pam" Ferris, född 11 maj 1948 i Hannover i Tyskland, är en brittisk skådespelare.

## Biografi
Pam Ferris föddes i Hannover, Niedersachsen i Tyskland av walesiska föräldrar då fadern tjänstgjorde i Royal Air Force. Hon flyttade tillbaka till Llanelli-området i Wales tills familjen emigrerade till Nya Zeeland när hon var 13. Ferris återvände till Storbritannien då hon var knappt tjugo. År 1986 gifte hon sig med skådespelaren Roger Frost.
Ferris roller är bland andra den ondskefulla Agatha Trunchbull i Matilda, Marjorie Dursley i Harry Potter och fången från Azkaban, Miriam i Children of Men och Syster Evangelina i Barnmorskan i East End.

## Filmografi i urval
- Det finns annan frukt än apelsiner (1990) (TV)
- Majs ljuva knoppar (1991) (TV-serie)
- Cluedo (1990) (TV-serie) (1992)
- Matilda (1996)
- 1998 – Vår gemensamme vän (TV-serie)
- 2001 – The Life and Adventures of Nicholas Nickleby
- Death to Smoochy (2002)
- Pollyanna (2003) (TV)
- Rosemary & Thyme (2003) (TV-serie)
- Clocking Off (2000) (TV-serie) (2003)
- Harry Potter och fången från Azkaban (2004)
- Children of Men (2006)
- 2006 – Jane Eyre (TV-serie)
- 2008 – The Other Man
- 2008 – Little Dorrit (TV-serie)
- 2011 – Luther (TV-serie)
- 2012–2016 – Barnmorskan i East End (TV-serie)
- 2012 – The Raven
- 2019 – Tolkien